# Славна (річка)
Сла́вна (рос. Славная) — невеличка річка на острові Ітуруп в групі Курильських островів у Росії.
Довжина річки становить 23 км. Площа басейну 145 км². Бере початок з озера Славне. Протікає із південного сходу на північний захід. Впадає до Охотського моря.
Річка гірського характеру. У верхів'ї, на деяких ділянках довжиною 2-5 км має рівнинний характер (з глибиною до 2 м).
Дно річки вкрите галькою та камінням. Паводки у квітні-червні.
| Росія | Це незавершена стаття з географії Росії. Ви можете допомогти проєкту, виправивши або дописавши її. |

1. ↑  Згідно позиції Японії острів є виключно японським та входить до складу округу Немуро префектури Хоккайдо. Адже вона вважає Південні Курили своїми. Росія вважає острів своїм, що знаходиться в Курильському районі Сахалінської області, бо всі Курильські острови вважає своїми.